# Arimaze
Arimaze (in greco antico: Ἀριμάζης?, Arimazes; noto anche come Ariamaze o Ariomaze; fl. IV secolo a.C.) fu un signore territoriale sogdiano, la cui fortezza impervia venne probabilmente conquistata da Alessandro Magno all'inizio del 327 a.C.
La fortezza di Arimaze, situata a est della satrapia persiana di Sogdiana, era costruita su un alto massiccio roccioso a strapiombo su tutti i lati, noto come la Rocca sogdiana, e considerata quasi inespugnabile. Prima dell'arrivo di Alessandro, molti Sogdiani si erano rifugiati nella fortezza di Arimaze. Vi aveva inviato anche la propria moglie e le figlie, tra cui Roxane (la futura sposa di Alessandro), il nobile Oxiarte, sogdiano o battriano, per metterle al sicuro dai Macedoni. Un tentativo di accordo pacifico proposto da Alessandro, che prevedeva la resa della fortezza in cambio del libero passaggio per i rifugiati, fu respinto dai difensori con la beffarda osservazione che «solo uomini con le ali» avrebbero potuto conquistare la rocca. A quel punto Alessandro ordinò a 300 uomini esperti di arrampicata di scalare nottetempo la cima sopra la fortezza, promettendo loro grandi ricompense. Quando, all'alba, la guarnigione vide i Macedoni sulla vetta, credette che tutto l'esercito nemico avesse occupato la montagna e si arrese.
Secondo Quinto Curzio Rufo, Alessandro avrebbe fatto crocifiggere Arimaze, i suoi parenti e altri nobili catturati, secondo l'uso persiano. Tuttavia, il più affidabile storico di Alessandro, Arriano, non riporta alcun episodio di tale crudeltà e non menziona nemmeno Arimaze. Anche Polieno non conferma l'episodio della crocifissione.